# Sorbus heseltinei
Sorbus heseltinei är en rosväxtart som beskrevs av K.D. Rushforth. Sorbus heseltinei ingår i släktet oxlar, och familjen rosväxter. Inga underarter finns listade i Catalogue of Life.